# Monterossi
Monterossi - La serie è una serie televisiva italiana tratta dai romanzi gialli di Alessandro Robecchi editi da Sellerio, e distribuita da Prime Video.
La serie, ambientata a Milano e dintorni, e in parte anche a Reggio Calabria nella seconda stagione, è disponibile dal 17 gennaio 2022 per la prima stagione e dal 10 novembre 2023 per la seconda.

## Trama

### Prima stagione
Carlo Monterossi è un famoso autore televisivo che ha creato un programma di successo, Crazy Love, che lui odia perché racconta con cinismo la vita della gente comune.
La prima stagione è basata sui romanzi Questa non è una canzone d'amore e Di rabbia e di vento. Monterossi viene aggredito in casa da una persona sconosciuta con una pistola, e inizia un'indagine parallela a quella della polizia per scoprire chi è stato.

### Seconda stagione
La seconda stagione è basata sul romanzo Torto marcio. Una serie di omicidi misteriosi diventano argomento di alcune puntate di Crazy Love, cosicché Monterossi deve occuparsi del caso, mentre un gruppo di giovani si muove nel quartiere multietnico di San Siro.

## Episodi
| Stagione         | Episodi | Prima TV |
| ---------------- | ------- | -------- |
| Prima stagione   | 6       | 2022     |
| Seconda stagione | 5       | 2023     |

## Personaggi e interpreti

### Personaggi principali
- Carlo Monterossi (stagioni 1-2), interpretato da Fabrizio Bentivoglio.
- Tarcisio Ghezzi (stagioni 1-2), interpretato da Diego Ribon.
- Lucia (stagioni 1-2), interpretata da Donatella Finocchiaro.
- Nadia Federici (stagioni 1-2), interpretata da Martina Sammarco.
- Oscar Falcone (stagioni 1-2), interpretato da Luca Nucera.
- Carella (stagioni 1-2), interpretato da Tommaso Ragno.
- Meseret Senai (stagioni 1-2), interpretato da Bedlû Cerchiai.
- Commissario Gregori (stagioni 1-2), interpretata da Beatrice Schiros.
- Agente Sannucci (stagioni 1-2), interpretata da Marina Occhionero.
- ”il Socio” (stagioni 1-2), interpretato da Maurizio Lombardi.
- ”il Biondo” (stagioni 1-2), interpretato da Gabriele Falsetta.
- Clinton (stagione 1), interpretato da Ilir Jacellari.
- Katia Sironi (stagioni 1-2), interpretata da Maria Paiato.
- Manuel Macchi (stagione 1), interpretato da Michele Bravi.
- Flora De Pisis (stagioni 1-2), interpretata da Carla Signoris.
- Caterina (stagioni 1-2), interpretata da Silvia Briozzo.
- Francesco (stagione 2), interpretato da Alessandro Fella.
- Chiara (stagione 2), interpretata da Giordana Faggiano.
- Greta Crisanti (stagione 2), interpretata da Jenny De Nucci.
- Piero Ferrentini (stagione 2), interpretato da Giuseppe Ippoliti.
- Isabella Nardi Contini (stagione 2), interpretata da Francesca Inaudi.

### Personaggi secondari
- Capo campo (stagione 1), interpretato da Rinat Khismatouline.
- Hego (stagione 1), interpretato da Gianni D’Addario.
- Avvocato De Rosa (stagione 1), interpretato da Alessandro Federico.
- Sex worker (stagione 1), interpretata da Alice  Palazzi.
- Rosa Ghezzi (stagione 1), interpretata da Mariangela Granelli.
- Maria Senzapane (stagione 1), interpretata da Claudia Gambino.
- Anna Galinda / Angela (stagione 1), interpretata da Miriam Previati.
- Serena (stagione 1), interpretata da Roxana Doran.
- Selvi (stagione 1), interpretato da Stefano Bianco.
- Dottor Morzeni (stagione 1), interpretato da Andrea Caimmi.
- Giuseppe Serpieri (stagione 1), interpretato da Luca Secci.
- Enrico Domini (stagione 1), interpretato da Alberto Brosio.
- Capitano Madeddu (stagione 1), interpretato da Corrado Giannetti.
- Raya (stagione 2), interpretata da Ala Alyusuf.
- Antonia (stagione 2), interpretata da Olivia Bosco.
- Prete (stagione 2), interpretato da Guido Buttarelli.
- Sudanese capo (stagione 2), interpretato da Kalifa Diakitè.
- Padre Nadir (stagione 2), interpretato da Hafedh Khalifa.
- Madre Nadir (stagione 2), interpretata da Nadia Kibout.
- Moglie Socio (stagione 2), interpretata da Angelica Leo.
- Custode conservatorio (stagione 2), interpretato da Giorgio Magri.
- Sostituto procuratore (stagione 2), interpretato da Roberto Salemi.
- Mafuz Gebrail (stagione 2), interpretato da Hossein Taheri.
- Salvatore “baffetto” (stagione 2), interpretato da Pino Torcasio.

## Riconoscimenti
- 2022 – Premio Flaiano[8]
  - Miglior interpretazione maschile a Fabrizio Bentivoglio
- 2024 - Nastri d'argento[9]
  - Candidatura per miglior Serie Crime